# Pasivo ambiental
En la contabilidad de una empresa se llama Activo a lo que la empresa tiene y Pasivo a lo que debe. Por tanto el pasivo ambiental es la deuda que una empresa tiene por daños ambientales, aunque estas no suelen incluirse en la contabilidad a menos que sean reclamadas social o judicialmente. Famosos pasivos ambientales son las deudas ambientales de Chevron-Texaco en Ecuador, las de British Petroleum por derrames en el Golfo de México en 2010, o de TEPCO en Japón por los accidentes de sus centrales nucleares Fukushima I y Fukushima II en 2011. También hay muchos Pasivos Ambientales no muy visibles, pero altamente perjudiciales para los ecosistemas, como los generados por el monocultivo de la caña de azúcar.
Los pasivos ambientales,se ha encontrado que algunos de estos sitios impactados por actividades antrópicas, no atendidos, se establecieron a pesar de haber existido leyes o regulaciones que debían ser cumplidos para evitarlos, pero cuyos autores no han sido objeto de sanción o de imposición de obligaciones para responder por su recuperación.
El pasivo ambiental es un concepto que puede materializarse o no en un sitio geográfico contaminado por la liberación de materiales, residuos extraños o aleatorios, que no fueron remediados oportunamente y siguen causando efectos negativos al ambiente. Frente a la existencia de pasivos ambientales es necesario recurrir no solo a una remediación o mitigación, sino también a resarcir los daños causados en el pasado.
Los pasivos ambientales son pues los problemas ambientales que un proyecto o actividad existente, en su condición actual, genera frente a terceros por su construcción o por la presencia de los mismos. Su condición de pasivos está relacionada con la pérdida del estado ambiental previo.
La valoración de los pasivos ambientales está directamente relacionada con la economía, la sociología y la biología, y se usan principalmente en el marco legal y de derechos de la naturaleza, así como en la responsabilidad ambiental humana de restar, en nuestro máximo esfuerzo y potencial, la huella ecológica en cualquier actividad realizada.

## Origen del Concepto
No está claro quién acuñó el término, pero se puede rastrear dentro de la literatura científica. Vemos una de las primeras apariciones en 1969 por la Organización Marítima Internacional (OMI), quien utilizaba el término “daño ambiental” que tiene en la práctica características muy similares al actual concepto de Pasivo Ambiental.
En la década de los setenta se puede encontrar el término en varios trabajos de ingeniería, economía e incluso arquitectura. Pero es solo a partir de la publicación de la ley de Respuesta Ambiental, Compensación y Responsabilidad Ambiental (CERCLA en sus siglas en inglés) de 1980, en los Estados Unidos, que se implementa el término en los procesos contables empresariales. 
Hoy en día el significado del término pasivo ambiental está dentro de una acalorada discusión académica, puesto que su visión cambia radicalmente desde la perspectiva científica por donde se mire. Una es la visión de la economía neoclásica, y otra es la de la economía ecológica. A continuación se presentan los dos conceptos:
- Desde la visión neoclásica:"Es la obligación legal de realizar un gasto en el futuro por actividades realizadas en el presente o el pasado, sobre la manufactura, uso, lanzamiento, o amenazas de lanzar, sustancias particulares o actividades que afectan el medio ambiente de manera adversa (CERCLA, 1996)."

- Desde la Visión de la Economía Ecológica:"Deudas ambientales y sociales, dejadas por las empresas al no reconocer todos los costos de sus actividades económicas (Martínez-Alier & Russi, 2002).[6]"

La visión Neoclásica asemeja la definición a la de Pasivo desde la Normas Internacionales de la Contabilidad con valoraciones netamente financieras, mientras que la visión de la Economía Ecológica la ve como costos no pagados y trasladados al medio ambiente y a las comunidades afectadas, y contempla la posibilidad de valorarlos bajo el concepto de Pluralismo de Valores, teniendo en cuenta la dimensión Financiera, Cultural y Ecológica (Correa-García, 2018).

## Legislación relacionada

### Colombia
En Colombia aún no existe una ley que regule a los Pasivos Ambientales. Actualmente está el proyecto de ley 042 de 2014, presentado por el Ministerio del Medio Ambiente y Desarrollo Sostenible, por medio de la cual se regula los Pasivos Ambientales, pero aún no ha sido aprobado por el Congreso de la República.

En este proyecto de ley, en el artículo 3 se define al Pasivo Ambiental como:
"al impacto ambiental negativo que se encuentra ubicado y delimitado geográficamente y que persiste después de finalizado el proyecto o las actividades antrópicas que lo ocasionaron, generando riesgos para la salud humana, la vida o el ambiente."
También se ha publicado en el Centro de  Investigaciones y Altos Estudios Legislativos - CAEL, que es base científica para los proyectos de Ley del Congreso de la República, un artículo científico titulado “Valoración Plural de Pasivos Ambientales para la Justicia Ambiental” que redefine el concepto de Pasivo Ambiental (Correa-García, Esteban et al)  y orienta su función hacia la Justicia Ambiental y la Valoración Plural de este tipo de pasivos.

### Perú
Artículo 2. Definición de los Pasivos Ambientales

Son considerados pasivos ambientales aquellas instalaciones, efluentes, emisiones, restos o depósitos de residuos producidos por operaciones mineras, en la actualidad abandonadas o inactivas y que constituyen un riesgo permanente y potencial para la salud de la población, el ecosistema circundante y la propiedad.